# Ernst Söderberg (konstnär)

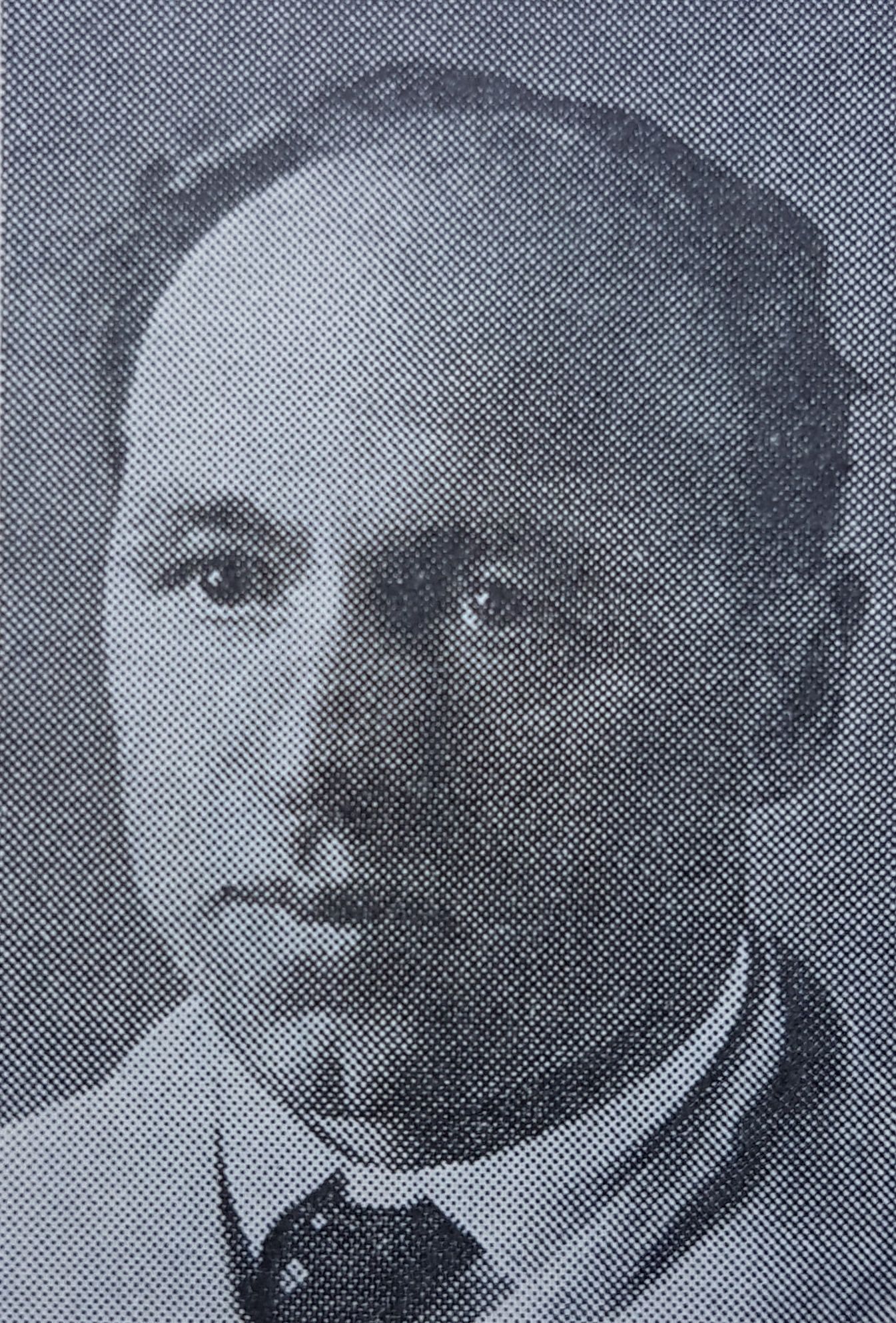
Ernst Sóderberg

Ernst August Söderberg, född 8 januari 1889 i Hamburg, död 19 december 1967 i Katrineholm, var en svensk skulptör, tecknare, grafiker, målare och arkitekt.

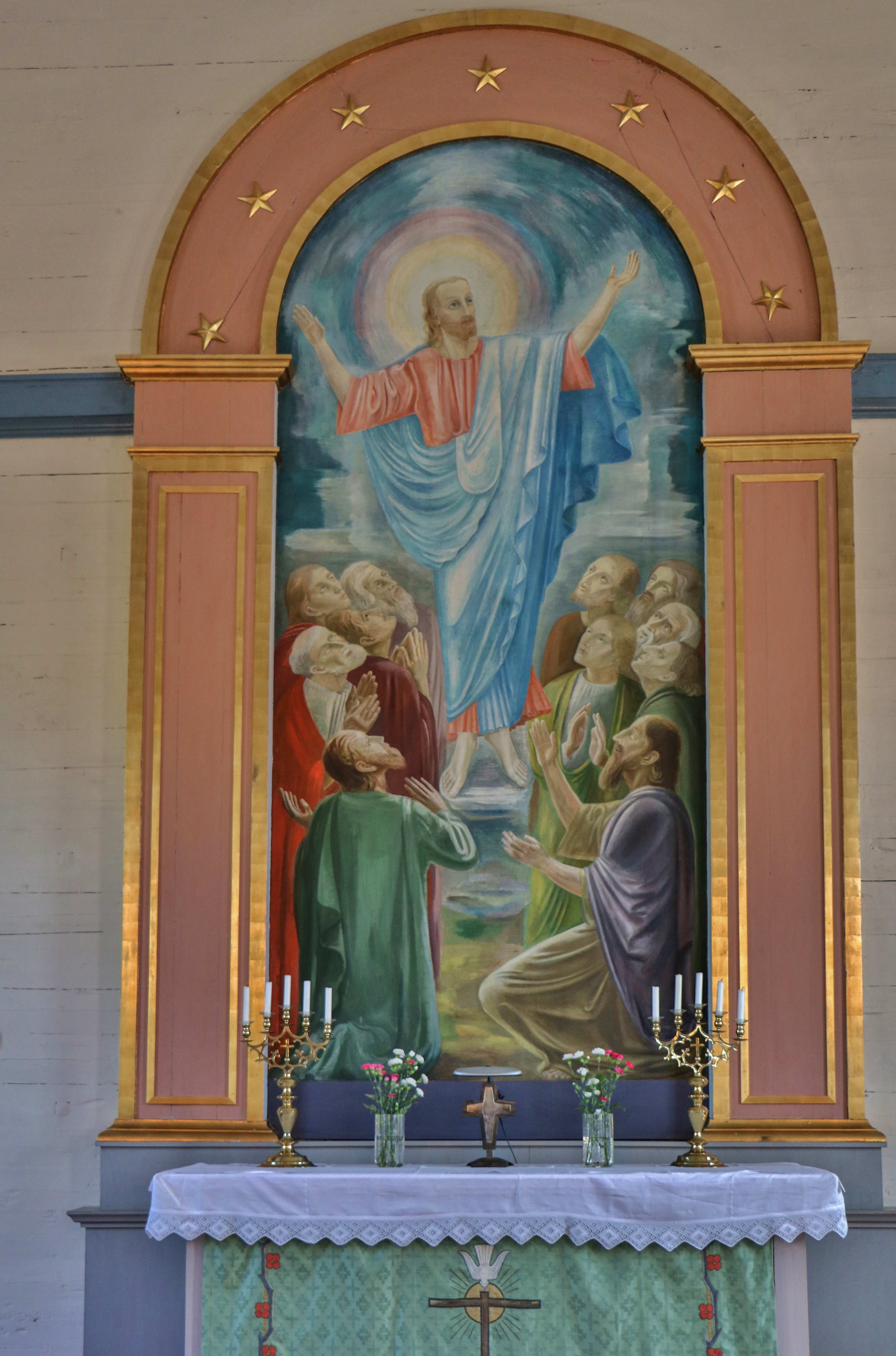
Kristi himmelsfärd.Altartavla i Eringsboda kyrka

Han var son till möbelsnickaren Johan Fredrik Söderberg och Elisabetha Gesellgen och från 1925 gift med läraren Edit Amanda Ringmar. Söderberg utbildade sig till dekorationsmålare i Tyskland 1904 och studerade vid Kunstgewerbeschule i Hamburg 1908–1909 och arbetade därefter tillsammans med Wilhelm Köppen med olika monumentalarbeten 1912–1914. Under första världskriget vistades han i Sverige och studerade för Carl Wilhelmson i Stockholm 1916 och Valands konstskola i Göteborg 1917. Han sökte sig därefter till Kungliga konsthögskolan i Stockholm där han studerade för Olle Hjortzberg och Wilhelm Smith 1921–1924. Under studietiden tilldelades han kanslermedaljen 1923 och den kungliga medaljen 1924. Konstakademien tilldelade honom ett stipendium ur Kinmansonska fonden 1925 och det Beskowska stipendiet 1926 samt fonderade resestipendium 1927–1930 som han använde för studieresor till Italien, Frankrike och Spanien. Separat ställde han bland annat ut i Hamburg 1916, Lilla utställningen i Stockholm 1930, Uppsala 1935, Eskilstuna 1934, Katrineholm 1934, Gummesons konsthall 1935, Luleå, Västerås, Östersund och på Åsa folkhögskola i Södermanland. Han medverkade i samlingsutställningar arrangerade av Sveriges allmänna konstförening och utställningen Svensk konst på Valand-Chalmers i Göteborg 1923. Hans konstnärskap spänner över ett brett område från skulpturer, målningar, teckningar och grafik utförda i olika tekniker med varierande material. Han har dekorationsmålat, gjort glasmålningar, altarprydnader och predikstolar för ett flertal kyrkor samt ritat gravkapell och kyrkogårdar men han utförde även profana inredningsdetaljer och tecknade telegramblanketter. Han utförde glasmålningar för bland annat Idenors kyrka, Töre kyrka, Söderala kyrka, Kungshamns kyrka, Smögens kyrka, Öxnevalla kyrka. För Katrineholms krematorium utförde han väggmålningen Från vaggan till graven och han målade altartavlor till Hällby kyrka, Eringsboda kyrka, Sundby kyrka, Kula gravkapell, Nykyrka kyrka, Lerbo kyrka samt Smögens kyrka. Bland hans porträttmålningar märks det av konstnärskollegan Thor Fagerkvist. Som stafflimålare koncentrerade han sig på porträtt, stads- och landskapsskildringar samt industrimiljöer. Söderberg är representerad vid Eskilstuna konstmuseum, Borås konstmuseum, Västerås konstförenings konstgalleri och Moderna museet.
Ernst Söderberg var som konstnär, populär och uppskattad av många människor. Försäljningen vid utställningen i Västerås 10 - 24 November 1935 vittnar om dennes popularitet oavsett social tillhörighet, här har försäljningen omräknats till 2023 års penningvärde enl KPI.
| Köpare                    | Tavlans namn                        | Försäljningspris |
| ------------------------- | ----------------------------------- | ---------------- |
| Bibliotekarie O. Hallberg | Februari Dag                        | 7008 kr          |
| Fabrikör Arvid Svensson   | Skogen Susar                        | 8768 kr          |
| Västerås Konstförening    | Skogsdunge i januari                | 12264 kr         |
| Direktör H Swenson        | Besbuls Trädgård och Ängarna vid ån | 14016 kr         |
| Direktör H Swenson        | Besbuls Trädgård och Ängarna vid ån | 14016 kr         |
| Kontorist Uno Karlsson    | Spansk gård                         | 10512 kr         |
| Ingenjör David Sjölander  | Från Fonteneaux                     | 7008 kr          |
| Stins J.H Abrahamsson     | I mormors kök                       | 7008 kr          |
| Bankkamrer K Ewander      | Åsen och åkrarna                    | 9636 kr          |

## Wanderjahre – Gesällvandringen
1957 tecknades Ernst Söderbergs muntliga berättelser ned om dennes tidiga liv och gesällvandring. Här återges brottstycken ur denna nedteckning för att ge ett perspektiv på Ernst liv och vedermödor.
... Vid 15 års ålder slutade Ernst folkskolan och började med dekorationsmåleri och var med att dekorera Seemanshaus, strax bakom Svenska kyrkan vid hamnen i Hamburg, år 1907. Efter konststudier och vid 21 års ålder började hans gesällvandring. Den 20:e maj 1910 stannade Ernst till vid en bergshöjd utanför Bad Kösen och målade. Med staffli, palett och färger försvann han från berget. Ernst blödde, hade smärtor och skyndsamt kom han till kurläkaren. Denne var dock gammal och sydde ihop Ernst öra fel, något som senare fick opereras om vid universitetskliniken i Jenna. Under den sex veckor långa konvalescensen ritade Ernst. för att försörja sig studentvapen för fester och föreningar, sköldar, vapen mm på plåt.
... I början av september 1910 anlände Ernst och kamraten Ludwig Johst till Nürnberg. För att försörja sig började de "fabricera" små tavlor och ägnade sig åt att båda måla samma tavla som signerade Esli och såldes hos stadens konsthandlare.
... Nyåret 1918 hade Ernst tagit sig till Sverige och Göteborg men drabbades, vid 29 års ålder av Spanska sjukan. När Ernst hade tillfrisknat gav han sig bland annat i kast med dekorationen av den stora biografen i Göteborg.